# Cantone di Nogent-sur-Seine
Il Cantone di Nogent-sur-Seine è una divisione amministrativa dell'arrondissement di Nogent-sur-Seine.
A seguito della riforma approvata con decreto del 21 febbraio 2014, che ha avuto attuazione dopo le elezioni dipartimentali del 2015, è passato da 16 a 23 comuni.

## Composizione
I 16 comuni facenti parte prima della riforma del 2014 erano:
- Bouy-sur-Orvin
- Courceroy
- Ferreux-Quincey
- Fontaine-Mâcon
- Fontenay-de-Bossery
- Gumery
- La Louptière-Thénard
- Marnay-sur-Seine
- Le Mériot
- La Motte-Tilly
- Nogent-sur-Seine
- Pont-sur-Seine
- Saint-Aubin
- Saint-Nicolas-la-Chapelle
- Soligny-les-Étangs
- Traînel

Dal 2015 i comuni appartenenti al cantone sono i seguenti 23:
- Barbuise
- Bouy-sur-Orvin
- Courceroy
- Ferreux-Quincey
- Fontaine-Mâcon
- Fontenay-de-Bossery
- Gumery
- La Louptière-Thénard
- Marnay-sur-Seine
- Le Mériot
- Montpothier
- La Motte-Tilly
- Nogent-sur-Seine
- Périgny-la-Rose
- Plessis-Barbuise
- Pont-sur-Seine
- Saint-Aubin
- Saint-Nicolas-la-Chapelle
- La Saulsotte
- Soligny-les-Étangs
- Traînel
- Villenauxe-la-Grande
- La Villeneuve-au-Châtelot